# 米尔顿·斯卡龙
米尔顿·安东尼奥·斯卡龙·法莱罗（西班牙語：Milton Antonio Scarón Falero，1936年8月22日—），生于蒙得维的亚，乌拉圭男子篮球运动员，曾代表乌拉圭参加1956年夏季奥运会和1960年夏季奥运会男子篮球比赛，分别获得铜牌和第八名。